# Surgeon Simulator
Surgeon Simulator (anteriormente Surgeon Simulator 2013) es un videojuego de simulación quirúrgica de Tom Jackson, Jack Good, Luke Williams y James Broadley de Bossa Studios. La versión inicial se creó en un período de 48 horas para el Global Game Jam 2013; Los desarrolladores continuaron y pasaron 48 días creando una versión comercial. La versión completa se lanzó a través de Steam en abril de 2013, y GOG.com el 10 de octubre de 2013, seguido de un lanzamiento de iPad el 7 de marzo de 2014. 
Ha sido anunciada una secuela en The Game Awards 2019.

## Jugabilidad
Surgeon Simulator se juega en perspectiva de primera persona. El movimiento del ratón se usa para controlar el movimiento de la mano del jugador. Al mantener presionado el botón derecho del ratón y moverlo, el jugador girará la mano del personaje. El botón izquierdo del ratón se usa para bajar la mano. Por defecto, las teclas A, W, E, R y la barra espaciadora se utilizan para controlar los dígitos individuales correspondientes para agarrar elementos. La jugabilidad consiste en que el jugador intente realizar diversos procedimientos quirúrgicos, por ejemplo, un trasplante de corazón. Múltiples modos adicionales están disponibles después de completar las primeras operaciones, como realizar una operación dentro de una ambulancia donde los instrumentos quirúrgicos rebotan al azar y operar en un espacio donde el entorno de cero g hace que todos los instrumentos floten libremente. 
Después del lanzamiento, se agregaron tres adiciones de contenido descargable gratuito (DLC) y un DLC pago. El primero fue lanzado el 21 de junio de 2013, y cuenta con una operación en la que el jugador realiza la cirugía en Team Fortress 2 al personaje "Heavy", basado en el video promocional "Meet the Medic". El segundo fue lanzado el 9 de septiembre de 2013, llamado "Code Name Trisha", y presenta una operación en la que se realiza una cirugía en un extraterrestre. El tercero fue lanzado el 2 de junio de 2016, llamado "Inside Donald Trump", en el que se realiza un trasplante de corazón al entonces candidato presidencial Donald Trump. El 14 de agosto de 2014, se lanzó una edición Anniversary A&E en Steam.  Se agregaron los trasplantes de ojos y dientes de la versión iOS junto con algunas otras características, como operar mientras corres por los pasillos del hospital.

## Trama
El protagonista del juego es un cirujano llamado Nigel Burke, quien tiene una colocación en un hospital ficticio en algún lugar del Reino Unido. Lleva a cabo varias operaciones, al principio en un paciente llamado cariñosamente 'Bob' por los desarrolladores del juego, para luego operar a Bob dentro de una estación espacial que orbita la Tierra. Además de una cinta extraterrestre lo contacta con una raza alienígena, y opera a uno de los extraterrestres, obteniendo el título de 'Mejor cirujano del universo'.

## Desarrollo
Se creó una versión inicial de Surgeon Simulator 2013 para el Global Game Jam en el que el equipo tenía 48 horas para hacer el juego. El equipo se inspiró en el juego Jurassic Park: Trespasser  para el esquema de controles, que también surgió porque los equipos en el concurso ganarían puntos de bonificación si un juego usara diez botones en el teclado. Inicialmente, el equipo quería asignar un dedo a cada botón, pero pronto se dieron cuenta de que esto no era práctico y, en cambio, solo limitó este estilo de control a una mano con la otra controlada por el ratón.  
Los desarrolladores inicialmente no estaban seguros de si el juego era "realmente" divertido o no. Aunque se encontraron riendo, no estaban seguros de si era el juego o la falta de sueño que tenían en consecuencia de su creación. Fue solo cuando finalmente presentaron el prototipo a la audiencia que se dieron cuenta del potencial cómico.

## Lanzamiento
En enero de 2014, Bossa lanzó imágenes de un lanzamiento del juego para iPad que se lanzará en algún momento de ese año. El 7 de marzo, se lanzó Surgeon Simulator (en ese momento llamado Surgeon Simulator 2013) y presentó los clásicos trasplantes de corazón y riñón y dos nuevos trasplantes: ojos y dientes. La aplicación incluye la nueva implementación de corredor en la que el jugador tiene que salvar a Bob mientras los carros con al menos siete elementos pasan y no deben matarlo. Hay una nueva característica, la frecuencia cardíaca, que hace que sea más difícil para los jugadores y cuando llega a 0, el jugador tiene que cargar los desfibriladores para salvar a Bob. 
Una versión del juego para PlayStation 4 se anunció el 10 de junio de 2014 y se lanzó el 12 de agosto de 2014. Incluyendo todas las cirugías y locaciones de la versión principal. La versión de PS4 se lanzó y se llamó Surgeon Simulator: A&E Anniversary Edition.
Se anunció una versión para la Nintendo Switch en julio de 2018 y se lanzó el 13 de septiembre de 2018. Esta versión fue nombrada "Surgeon Simulator CPR" que significa "Cooperative Play Ready", ya que el juego incluirá un modo cooperativo local especial, que permite a dos jugadores usar Joy-Con por separado para controlar los brazos de Nigel.

## Recepción
La recepción del juego ha sido variada, y los críticos afirman que, aunque el juego era difícil de controlar, esta dificultad era "parte del atractivo". Ars Technica comentó sobre la voz en off del narrador, diciendo que "desmiente la ridiculez que se desarrolla a medida que se desploma y se agita durante la cirugía". Rock, Paper, Shotgun elogió el humor y la diversión del juego, y dijo que " Surgeon Simulator 2013 no es un juego brillante, pero es una broma brillante, en forma de juego. Es una idea que tiene una magnitud de increíble arriba del 90% sobre lo que se lanzará este año porque es muy absurdo ". Eurogamer calificó el juego 7/10 y también alabó su humor.
Surgeon Simulator 2013 vendió un total de 2 millones de copias para el entonces 4 de febrero de 2015.

## Continuación
Surgeon Simulator 2 se anunció en The Game Awards 2019. La secuela tiene elementos de jugabilidad cooperativa.